# Scoglio Scialandro
Scoglio Scialandro è un piccolo isolotto sito nel mar Tirreno, in Sicilia.
Amministrativamente appartiene a Custonaci, comune italiano della provincia di Trapani.
Si trova a est di punta Saraceno.